# Nevraminidaza
Nevraminidáza (tudi sialidáza) je encim, ki hidrolitično odcepi N-acetilnevraminsko kislino iz oligosaharidov v glikoproteinih, glikolipidih in proteoglikanih.
Pri miksovirusih je prisotna kot površinski antigen. Virusne nevramidaze, na primer pri različnih tipih virusa gripe, ki so pomembne za razmnoževanje virusa v gostiteljevi celici, so dobro preučene. Tudi nekatere bakterije imajo ta encim in poznana je njegova vloga v poteku različnih bolezni zaradi bakterijskih okužb, na primer plinskega prisada (Clostridium), septikemije (Streptococcus, Pneumococcus, Bacteroides, Corynebacterium); pljučnice (Streptococcus), peritonitisa (Clostridium, Bacteroides), meningitisa (Streptococcus B) in kolere (Vibrio cholerae). Nevraminidazo izločajo tudi številne nepatogene bakterije, pri katerih ima presnovno vlogo. Pri sesalcih so nevraminidaze pomembne pri katabolizmu v lizosomih in uravnavanju številnih drugih bioloških procesov, vendar njihova vloga še ni pojasnjena. Nahajajo se v lizosomih, citosolu in plazemskih membranah.

## Virusna nevraminidaza
Virusna nevraminidaza ima pomembno vlogo pri virusni replikaciji in njegovi kužnosti. Encim katalizira cepitev a(2-6)- ali a(2-3)-glikozidne vezi med terminalno sialno kislino (N-acetilnevraminsko kislino) in sladkornim ostankom. Cepitev te vezi je nujna za širjenje virusa, na primer širjenje virusa influence tipa A in B po dihalnih poteh, saj omogoča sproščanje virusov iz okužene celice in preprečuje agregacijo sproščenih virusov.
Encimska kataliza poteče v 4 korakih: 
- nevraminidaza se veže na α-sialozid in le-ta se pretvori iz konformacije stola (oblika z najnižjo energijsko vrednostjo v raztopini) v konformacijo pesvdokadi;
- nastane oksokarbokationski intermediat – sialozilni kation;
- tvori se Neu5Ac, sprva v obliki α-anomera;
- pride do mutarotacije in nastanka obstojnejšega β-Neu5Ac.[6]

### Zaviralci
Na površini virusnih delcev virusov influence sta prisotni dve poglavitni beljakovini, hemaglutinin s tremi relativno lahko dostopnimi vezavnimi mesti za sialno kislino in encim nevraminidaza z aktivnim mestom, ki se nahaja v žepku. Po tem, ko so preučili zgradbo številnih nevraminidaz virusa influence s pomočjo rentgenske kristalografije, so odkrili potentne zaviralce tega encima.
Prve zaviralce virusne nevraminidaze so odkrili z naključnim rešetanjem različnih molekul, zato so le-ti imeli nizko učinkovitost, slabo selektivnost in/ali pomanjkanje aktivnosti in vivo (npr. derivati oksamske kisline). Uspešen pristop pri razvoju učinkovitih zdravilnih učinkovin je bilo racionalno načrtovanje spojin na osnovi poznane kristalne strukture encima. Na tržišču sta dve učinkovini iz skupine zaviralcev nevraminidaze, oseltamivir in zanamivir. Oba sta učinkovita in vitro in in vivo in se uporabljata za zdravljenje in preprečevanje gripe. Zanamivir ima neustrezno biološko uporabnost po peroralni aplikaciji, zato se uporablja lokalno v obliki inhalacij. Oseltamivir pa je uporaben peroralno.